# Dorymantis congica
Dorymantis congica es una especie de mantis de la familia Toxoderidae.

## Distribución geográfica
Se encuentra en la República Democrática del Congo.